# Shelfanger
Shelfanger – wieś w Anglii, w hrabstwie Norfolk, w dystrykcie South Norfolk. Leży 28 km na południowy zachód od Norwich i 131 km na północny wschód od Londynu. W 2001 miejscowość liczyła 362 mieszkańców.